# Tribeca Festival
Il Tribeca Film Festival è stato fondato a New York nel 2002 da Jane Rosenthal, Robert De Niro e Craig Hatkoff in seguito agli attentati dell'11 settembre 2001 alle torri gemelle del World Trade Center, allo scopo di rivitalizzare i dintorni di Tribeca, e, più in generale, di contribuire al progetto a lungo termine di recupero di Lower Manhattan.

## Storia

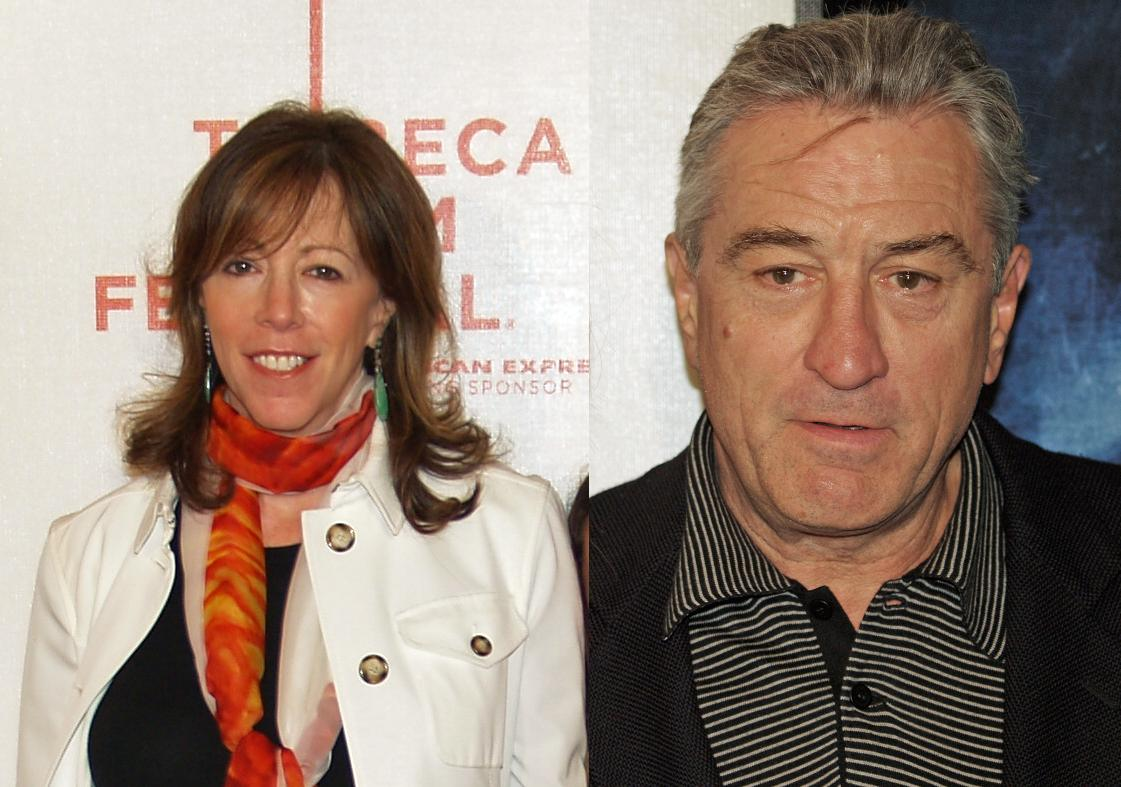
I fondatori della manifestazione, Jane Rosenthal e Robert De Niro

Il festival d'inaugurazione ha richiesto solo 120 giorni di organizzazione ed è stato realizzato grazie all'aiuto di oltre 1300 volontari. Un lavoro così intenso ha dato i suoi frutti: il festival ha riscosso un grande successo di critica e di pubblico; vi hanno preso parte oltre 150.000 persone, con un guadagno di oltre 10,4 milioni di dollari per i commercianti locali.
La manifestazione prevedeva: competizioni relative a narrativa, documentari e cortometraggi; una serie di classici del cinema restaurati; una serie di film intitolata "Best of New York", a cura di Martin Scorsese; 13 gruppi di discussione; le première di Star Wars: Episodio II - L'attacco dei cloni, About a Boy - Un ragazzo, il remake di Insomnia e I sublimi segreti delle Ya-Ya sisters.
La seconda edizione del festival ha attirato oltre 300.000 persone, con un guadagno di 50 milioni di dollari per l'economia locale. La manifestazione ha offerto una più ampia gamma di film indipendenti, documentari e cortometraggi da ogni parte del mondo, ma anche première cinematografiche, concerti musicali e spettacoli comici, attività sportive e un "drive-in" lungo le rive dell'Hudson.

## Programma
- World Narrative Competition
- World Documentary Competition
- Short Film Competition
- Gala Screenings
- Special Screenings
- Spotlight
- Midnight Screenings
- Restored Classics
- Best of New York
- Family Festival

## Premi assegnati
- World Narrative Competition:
  - Best Narrative Feature
  - Best New Narrative Filmmaker
  - Best Actor in a Narrative Feature Film
  - Best Actress in a Narrative Feature Film
  - Best Documentary Feature
  - Best New Documentary Filmmaker
- Short Film Competition:
  - Best Narrative Short
  - Best Documentary Short
- Best of New York:
  - Best Narrative Feature
  - Best Documentary Feature
- Altri:
  - Student Visionary Award